# Las Arenas de Colán El Tablazo
Las Arenas de Colán El Tablazo (referenciado también como Las Arenas Altas) es un caserío peruano ubicado en el distrito de Colán, perteneciente a la provincia de Paita del departamento de Piura, al norte del Perú. 

## Ubicación
Las Arenas de Colán El Tablazo se ubica al noroeste de la provincia de Paita, en el distrito de Colán, en el departamento de Piura. 

## Demografía
En 2017 Las Arenas de Colán El Tablazo tenía una población de 272 habitantes.
| Gráfica de evolución demográfica de Las Arenas de Colán El Tablazo entre 1993 y 2017 |
|                                                                                      |
| Fuentes: Población 1993 y 2017                                                       |